# Манумісія

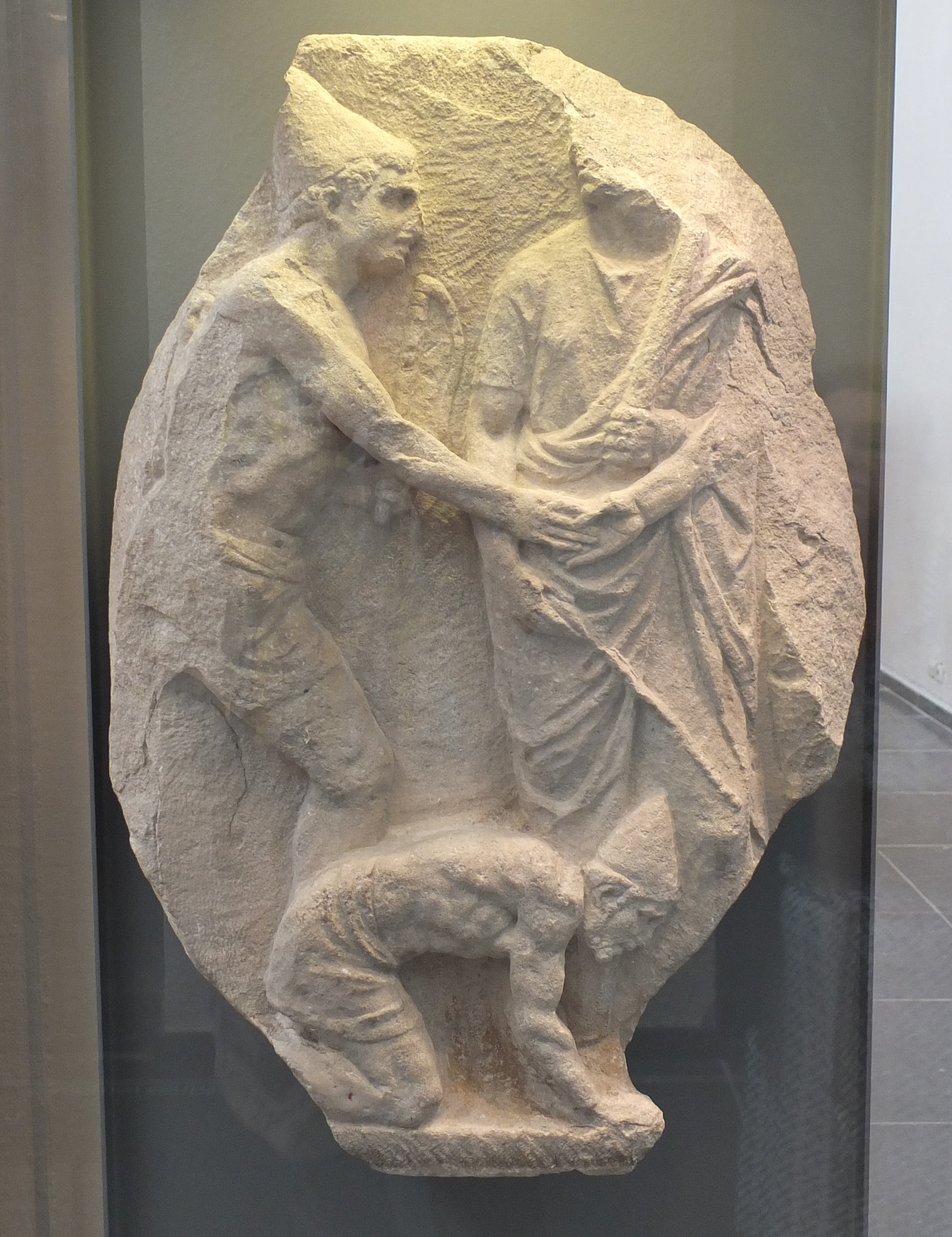
Рельєф із зображенням манумісії рабів. Мармур, 1 століття до н. е. Musée Royal de Mariemont inv. В.26.

Манумісія (лат. manumissio) — це акт звільнення рабів своїм власником. Розвивалися різні підходи, кожен з них специфічний для часу та місця конкретного суспільства. Ямайський історик Верен Шеперд заявляє, що найпоширенішим терміном є «безоплатна манумісія», «надання свободи поневоленим рабам поневолювачами до кінця рабської системи».
Мотивації до манумісії були складними та різноманітними. По-перше, він може представити себе сентиментальним і доброзичливим жестом. Одним з цих жестів було  звільнення по заповіті волі господаря відданого слуги після довгих років служби. Довірений пристав може бути маніпульований як жест вдячності.
Такі почуття доброзичливості, можливо, мали цінність для самих рабовласників, оскільки це дозволило зосередитись на «гуманній складовій» у людській работоргівлі. Взагалі, більш поширеним явищем було те, що літнім рабам давали свободу, як тільки вони досягали віку, в якому вони починали бути менш корисними. Законодавство ранньої Римської Імперії встановлювало обмеження на кількість рабів, які могли бути звільнені за заповітом, що дозволяє припустити, що воно широко використовувалося.
Манумісія не завжди була доброчинною чи альтруїстичною. В одному з оповідань «Тисяча й однієї ночі», у перекладі Річарда Френсіса Бертона, власник рабів погрожує звільнити свого раба за брехню йому. Раб каже: «Ти не будеш маніпулювати мною, бо я не маю ремесла, яким би зміг здобути собі життя». Бертон зазначає: «Тут раб відмовляється звільнятися і голодувати. Для господаря це робити без поважних причин вважається ганебним».

## У Стародавньому Римі
Згідно з римським законодавством, раб не мав особистості і захищався відповідно до закону переважно як власність його господаря. У Стародавньому Римі раб, який був підданий руці, був лібертом (жіноча ліберта) і громадянином.
Фетрова шапка була символом звільненого раба і манумісії  рабів не було дозволено їх носити. 
Серед римлян шапка з фетру була емблемою свободи. Коли раб здобув свою свободу, він збривав голову, а замість волосся носив шапку. Отже, словосполучення servos ad pileum vocare — це повістка на свободу, якою рабів часто закликали брати зброю з обіцянкою свободи. «Фігура Свободи на деяких монетах Антоніна Пія, викарбувана в 145 році н. е., Тримає цю шапку в правій руці». Шапка була атрибутом, який носила Лібертас, римська богиня свободи (vindicta), що використовувалась церемоніально в акті manumissio vindicta, латинською мовою для «свободи від жезла».
Майстер привів свого раба перед магістратом і зазначив причину передбачуваної манумісії. «Ліктор магістрату поклав на голову раба прут костриці, що супроводжувався певними формальними словами, в яких він говорив, що він є вільною людиною ex Jure Quiritium», тобто «vindicavit in libertatem». Господар тим часом тримав раба, і після того, як він вимовив слова «hunc hominem liberum volo», він повернув його навколо і відпустив його (emisit e manu або misit manu), звідки загальна назва акта манумісії. Тоді магістрат оголосив його вільним.

## Звільнення рабів
Звільнений раб зазвичай приймав прізвище (номен) колишнього власника. Колишній власник став покровителем, а звільнений раб ставав клієнтом і зберігав певні зобов'язання перед колишнім господарем, який заборгував певні зобов'язання у відповідь. Звільнений раб також міг придбати кілька покровителів.
Звільнений раб став громадянином. Однак не всі громадяни мали однакові права та привілеї (наприклад, давньоримські жінки були громадянками, але їхнє римське громадянство не дозволяло їм голосувати чи займати державні посади). Права звільненого раба були обмежені або визначені певними статутами. Звільнений раб міг стати державним службовцем, але не  посідати вищі магістратури, служити священиками імператора або займати будь-яку з інших високоповажних державних посад.
Їхні діти мали повні законні права, але римське суспільство було розшароване. Одним з найвідоміших римлян, який був сином звільненого, був поет Горацій, який користувався покровительством Августа.